# 弗里波特 (俄亥俄州)
弗里波特（英語：Freeport），是一个美國村庄，位於俄亥俄州哈里森县。根據2010年的人口普查，當地人口為369人。

## 地理
弗里波特位于40°12′40″N 81°15′59″W / 40.21111°N 81.26639°W (40.211124,-81.266457)。
根据美国人口普查局，该村庄的总面积为0.60平方英里（1.55平方）。

### 2010年人口普查
根據2010年人口普查，當地人口為369人，有161个家庭，其中87家庭居住在村里。此外，當地有97.6%的人口為白人。